# 白詰指輪 〜四つ娘の花嫁 俺、全員選びました〜
『白詰指輪 ～四つ娘の花嫁 俺、全員選びました～』（しろつめゆびわ よつごのはなよめ おれ、ぜんいんえらびました）は、2020年4月24日にあかべぇそふとすりぃから発売された18禁恋愛アドベンチャーゲーム。

## 登場人物

### 主人公
日下部 政宗（くさかべ まさむね）

### メインヒロイン
花ノ宮 芽一（はなのみや めい）
CV：白月かなめ
花ノ宮 二葉（はなのみや ふたば）
CV：飴川紫乃
花ノ宮 美三実（はなのみや みみみ）
CV：柚原みう
花ノ宮 四花（はなのみや しいか）
CV：蒼乃むすび

## 製作スタッフ
- 原画・キャラクターデザイン - ペコ太郎
- シナリオ - 泰良則充